# Cubilete de Rothschild

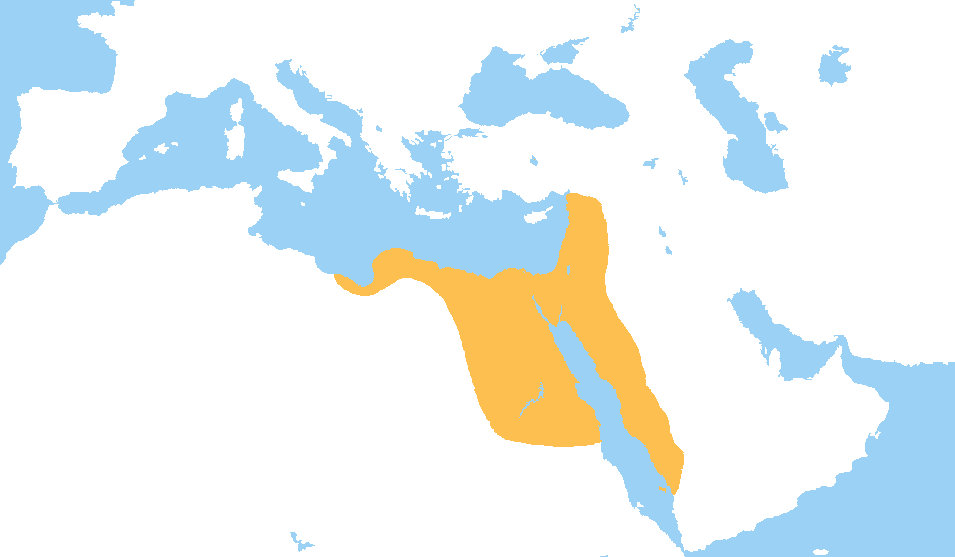
Mapa del sultanato mameluco de Egipto en el año 1279 d. C.

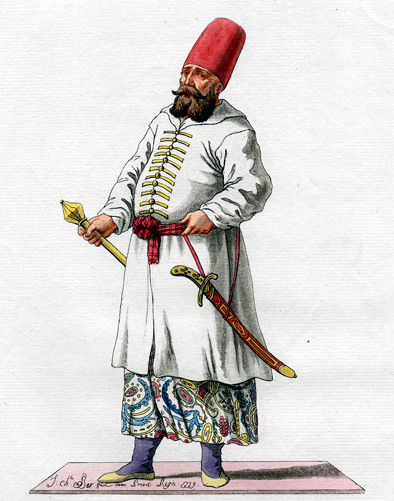
Imagen de un mameluco.

El Cubilete de Rothschild está considerado una de las más importantes piezas del arte islámico. Es un vaso o cubilete de cristal, elaborado en época del sultanato de los mamelucos, pueblo formado por antiguos esclavos de origen turco.

## Conservación
La pieza que se subastó en el mes de abril de 2009, en la prestigiosa casa de subastas Sotheby's, aunque desde el año 1893 perteneció a la colección privada de la saga de banqueros y fincancieros Rothschild.

## Historia
Se duda si el cuenco procede concretamente de Siria o Egipto; se fabricó en el siglo XIV.
El cuenco recrea cabezas de animales en diferentes colores y contiene una inscripción que dice así: 
"Soy un juguete para los dedos en forma de vasija. Contengo agua fría""

## Características
- Material: cristal de colores.
- Altura: 21 cm.
- Diámetro: 20 cm.